# The Essential Bob Dylan
Albums de Bob Dylan
The Bootleg Series Vol. 4: Bob Dylan Live 1966, The "Royal Albert Hall" Concert
(1998) Love and Theft
(2001)
The Essential Bob Dylan est une compilation de Bob Dylan sortie en 2000 dans un coffret de deux disques. Cette compilation appartient à la série The Essential de Columbia. Elle englobe la carrière de Bob Dylan de Blowin' in the Wind, sortie sur l'album The Freewheelin' Bob Dylan (1963) jusqu'à Things Have Changed, extrait de la bande originale du film Wonder Boys (1999).

## Titres
| Disque 1 | Disque 1                            | Disque 1 | Disque 1 | Disque 1 | Disque 1 | Disque 1 | Disque 1 | Disque 1 | Disque 1 |
| No       | Titre                               | Auteur   | Durée    |          |          |          |          |          |          |
| -------- | ----------------------------------- | -------- | -------- | -------- | -------- | -------- | -------- | -------- | -------- |
| 1.       | Blowin' in the Wind                 |          | 2:48     |          |          |          |          |          |          |
| 2.       | Don't Think Twice, It's All Right   |          | 3:39     |          |          |          |          |          |          |
| 3.       | The Times They Are a-Changin'       |          | 3:13     |          |          |          |          |          |          |
| 4.       | It Ain't Me, Babe                   |          | 3:35     |          |          |          |          |          |          |
| 5.       | Maggie's Farm                       |          | 3:54     |          |          |          |          |          |          |
| 6.       | It's All Over Now, Baby Blue        |          | 4:16     |          |          |          |          |          |          |
| 7.       | Mr. Tambourine Man                  |          | 5:28     |          |          |          |          |          |          |
| 8.       | Subterranean Homesick Blues         |          | 2:19     |          |          |          |          |          |          |
| 9.       | Like a Rolling Stone                |          | 6:09     |          |          |          |          |          |          |
| 10.      | Positively 4th Street               |          | 3:55     |          |          |          |          |          |          |
| 11.      | Just Like a Woman                   |          | 4:52     |          |          |          |          |          |          |
| 12.      | Rainy Day Women No. 12 & 35         |          | 4:36     |          |          |          |          |          |          |
| 13.      | All Along the Watchtower            |          | 2:32     |          |          |          |          |          |          |
| 14.      | Quinn the Eskimo (The Mighty Quinn) |          | 2:20     |          |          |          |          |          |          |
| 15.      | I'll Be Your Baby Tonight           |          | 2:39     |          |          |          |          |          |          |
| 56:09    |                                     |          |          |          |          |          |          |          |          |

| Disque 2 | Disque 2                  | Disque 2             | Disque 2 | Disque 2 | Disque 2 | Disque 2 | Disque 2 | Disque 2 | Disque 2 |
| No       | Titre                     | Auteur               | Durée    |          |          |          |          |          |          |
| -------- | ------------------------- | -------------------- | -------- | -------- | -------- | -------- | -------- | -------- | -------- |
| 1.       | Lay, Lady, Lay            |                      | 3:18     |          |          |          |          |          |          |
| 2.       | If Not for You            |                      | 2:41     |          |          |          |          |          |          |
| 3.       | I Shall Be Released       |                      | 3:04     |          |          |          |          |          |          |
| 4.       | You Ain't Goin' Nowhere   |                      | 2:45     |          |          |          |          |          |          |
| 5.       | Knockin' on Heaven's Door |                      | 2:32     |          |          |          |          |          |          |
| 6.       | Forever Young             |                      | 4:58     |          |          |          |          |          |          |
| 7.       | Tangled Up in Blue        |                      | 5:43     |          |          |          |          |          |          |
| 8.       | Shelter from the Storm    |                      | 5:03     |          |          |          |          |          |          |
| 9.       | Hurricane                 | Dylan, Jacques Lévy  | 8:34     |          |          |          |          |          |          |
| 10.      | Gotta Serve Somebody      |                      | 5:25     |          |          |          |          |          |          |
| 11.      | Jokerman                  |                      | 6:17     |          |          |          |          |          |          |
| 12.      | Silvio                    | Dylan, Robert Hunter | 3:08     |          |          |          |          |          |          |
| 13.      | Everything Is Broken      |                      | 3:14     |          |          |          |          |          |          |
| 14.      | Not Dark Yet              |                      | 6:30     |          |          |          |          |          |          |
| 15.      | Things Have Changed       |                      | 5:08     |          |          |          |          |          |          |
| 65:18    |                           |                      |          |          |          |          |          |          |          |